# Aéroport de Sangley
L'aéroport de Sangley ou Sangley Point (anglais : Sangley Point Airport, tagalog : Paliparan ng Punta Sangley) est un aéroport du Grand Manille situé à Cavite, aux Philippines.

## Historique
L'aéroport de Sangley est né de la volonté de désengorger l'aéroport international Ninoy-Aquino. Il partage sa piste avec la Base aérienne Danilo Atienza qui abrite la 15th Strike Wing de la Force aérienne philippine.
Un budget de 486 millions de PHP (environ 10 millions de $) est consacré au projet visant à rénover la piste de 2300 mètres, aménager une zone de parking pouvant accommoder 5 appareils de type ATR72 ou Q400, construire un hangar et un terminal pouvant accueillir 160 passagers simultanément.
Il est inauguré le 15 février 2020 par le président Rodrigo Duterte et le secrétaire aux transports Arthur Tugade et devra à terme accueillir les activités d'aviation générale transférés depuis l'aéroport Ninoy-Aquino.

## Accès
Une route côtière a été mise en chantier début 2020 le long de la péninsule de Cavite afin de faciliter l'accès au terminal. Il est aussi prévu une ligne de ferry pour le relier directement à Manille et à son port.